# Lleis fonètiques del català
El català es caracteritza per una sèrie de canvis fonètics sofertes en la seva evolució des del llatí vulgar que s'anomenen les lleis fonètiques del català, estudiades per la gramàtica històrica. Algunes d'aquestes lleis són exclusives del català i la majoria són comunes amb altres llengües. En tot cas es tracta de trets que caracteritzen tots els dialectes catalans en comparació amb altres llengües i que mostren la gran unitat de la llengua catalana. De la comparació del català amb les altres llengües romàniques a través d'aquestes lleis, en resulta la proximitat al grup de llengües de la Gal·loromània i la gran distància de l'espanyol, no sols del català sinó de les altres llengües. Aquesta qüestió s'ha estudiat sota el títol de la subagrupació romànica del català i l'ha tractada en el camp del lèxic, amb el mateix resultat, Germà Colón i Domènech.
Principals lleis evolutives del català
- A: No diftongació espontània de Ě i Ŏ tòniques (temps, mel; dona, font).
- B: Diftongació condicionada, amb posterior reducció, de Ě i Ŏ tòniques davant iod (pit, mig; fulla, cuixa).
- C: Monoftongació de AI i AU (llec, més; cosa, pobre).
- D: Caiguda de les vocals àtones finals exceptuat A (llet, dolç; vint, vuit, cel, quan, mà; però: lluna, porta).
- E: Manteniment de F inicial (fam, força, fum).
- F: Manteniment de G + E, I inicial (germà, gendre, gitar).
- G: C + E, I inicial, -TY- posttònica no final > [s] (cel, cent, llaç; plaça).
- H: D'C + E, I > [dz] (dotze, tretze, setze).
- I: Caiguda, en posició pretònica i intervocàlica	de C davant E o I, i del grup -TI- (veí, plaer, cuina; prear, raó, saó).
- J: Palatalització de L inicial (llet, llop, llum).
- K: Conservació dels grups inicial PL, CL, FL (ploure, clau, flama).
- L: C'L i LI > lateral palatal o iod, segons el territori i l'època (orella, filla).
- M: No palatalització del segon element del grup CT (dreta, llet, nit).
- N: MB > [m], ND > [n] (coloma, cama; manar, rodona).
- O: Caiguda de la N final (camí, raó, home).
- P: Resultat [w] de les finals de síl·laba -b, -v, -d, -ce, -ci, -ti, -tz (deu -deure-, taula, viu -viure-, peu, riu -riure-, pau, plau, preu, palau, cantau).
- Q: Palatalització de SC + E, I (peix, caixa, aixada).
- R: Epèntesi de [e] darrere grups consonàntics (quatre, temple, sogre).
- S: Oposició fonemàtica en el timbre de les vocals (déu, deu -deure-, deu -10-).
- T: Sonorització de les oclusives sordes intervocàliques llatines: saber, vida, pregar.
- U: Dins els grups consonàntics secundaris de nasal o lateral alveolar més líquida M'R, N'R, M'L, L'R apareix una consonant oclusiva sonora d'articulació homogènia amb l'anterior: mbr, ndr, mbl, ldr (cambra, cendra -antic i dialectal, cenra-, semblar, moldre -antic i dialectal molre).

Les principals lleis evolutives del català en comparació amb altres llengües romàniques
(si la llengua compleix una determinada llei, de la A a la U, es marca amb una X; si la llengua no compleix la llei en tots els contexts, es marca mitja casella)
|             | A | B | B | C | C | D | E | F | G | G | H | I | J | J | K | K | L | L | M | M | N | O | P | P | Q | R | S | T | U |
| Català      | X | X | X | X | X | X | X | X | X | X | X | X | X | X | X | X | X | X | X | X | X | X | X | X | X | X | X | X | X |
| Occità      | X | X |   |   |   | X | X | X | X | X | X |   |   |   | X | X | X | X | X |   |   |   | X |   |   | X | X | X | X |
| Francès     |   | X | X | X | X | X | X | X |   |   |   |   |   |   | X | X | X | X | X | X |   |   |   |   |   | X | X | X | X |
| Aragonès    |   |   |   |   |   |   | X | X |   |   |   |   | X | X | X | X | X | X | X | X | X |   |   |   | X |   |   |   |   |
| Portuguès   | X |   |   |   |   |   | X | X |   |   |   |   |   |   |   |   | X | X | X | X |   |   |   |   | X |   | X | X |   |
| Dàlmata     |   |   |   | X |   | X | X | X | X |   |   |   |   |   | X | X | X | X | X | X |   |   |   |   |   |   |   |   |   |
| Italià      |   |   |   | X | X |   | X |   |   |   |   |   |   |   |   |   |   |   | X | X |   |   |   |   | X |   | X |   |   |
| Lleonès     |   |   |   |   |   |   | X | X |   |   |   |   |   | X |   |   | X | X | X | X |   |   |   |   | X |   |   | X |   |
| Retoromànic |   |   |   |   |   |   | X | X |   |   |   |   |   |   |   |   |   |   |   |   |   |   |   |   | X |   | X | X |   |
| Sard        | X |   |   |   |   |   |   | X |   |   |   |   |   |   |   |   |   | X |   |   |   |   |   |   |   |   |   |   |   |
| Romanès     |   |   |   |   |   |   | X | X |   |   |   |   |   |   |   | X |   |   |   |   |   |   |   |   | X |   |   |   |   |
| Espanyol    |   |   |   | X | X |   |   |   |   |   |   |   |   |   |   |   |   |   |   |   |   |   |   |   |   |   |   | X |   |